# The Sound of Madness
The Sound of Madness – trzeci album zespołu rockowego Shinedown wydany 24 czerwca 2008. Producentem krążka jest Rob Cavallo.

## Lista utworów
1. "Devour" – 3:50
2. "Sound of Madness" – 3:54
3. "Second Chance" – 3:40
4. "Cry for Help" – 3:20
5. "The Crow & the Butterfly" – 4:13
6. "If You Only Knew" – 3:46
7. "Sin with a Grin" – 4:00
8. "What a Shame" – 4:18
9. "Cyanide Sweet Tooth Suicide" – 3:11
10. "Breaking Inside" – 3:51
11. "Call Me" – 3:40